# Hart, Trg
Hart je naselje v Občini Trg v Okraju Trg na Koroškem v Avstriji.